# Hypnotic (film 2021)
Hypnotic è un film del 2021 diretto da Matt Angel e Suzanne Coote.

## Trama
Jennifer Tomphson, una donna con problemi di alcol che ha perso il lavoro e sta vivendo una relazione sentimentale in crisi, conosce ad una festa lo psicoterapeuta Colin Meade. Un'amica di Jenn, Gina Kaleman, già paziente di Meade, la convince, dopo molta insistenza, a rivolgersi a lui per risolvere i suoi problemi. Il dottor Meade sottopone Jenn a sedute non convenzionali di ipnositerapia, che paiono sortire ottimi risultati, aiutandola inoltre a superare il tormento per la perdita prematura del figlio che portava in grembo.
Durante una delle sedute, il medico indaga anche sul rapporto ormai compromesso con Brian, l'ex fidanzato della donna, e la convince a ricercare il dialogo con lui, consigliandole di organizzargli una cena.
Jenn, motivata a riappacificarsi, va a fare la spesa, ma pare risvegliarsi improvvisamente da una trance, per scoprire Brian accasciato a casa sua in shock anafilattico.
Tormentata dal senso di colpa di aver causato lei il coma di Brian, poiché sapeva dell'allergia di lui al sesamo, corre a confidarsi con l'amica Gina.
Jenn ripercorre mentalmente gli eventi che possono aver scatenato il malore di Brian, ricordando solo di aver ricevuto una telefonata da un numero sconosciuto e ritrovando in seguito lo scontrino che attesta l'acquisto del sesamo che ha ridotto Brian in fin di vita.
Jenn presto inizia ad indagare su Meade, scoprendo una serie di pazienti decedute in circostanze misteriose dopo esser state in terapia con il dottore.
Gina, confessa all'amica, dopo essere state alla centrale di polizia e aver ricevuto conferma dei loro sospetti dal detective Rollins, che precedentemente si era occupato dei casi irrisolti delle pazienti del dottore, di aver iniziato con Meade, lei stessa, delle sedute di ipnosi.
Jenn decide di incastrare il dottore e chiedendogli un appuntamento dell'ultimo minuto, di registrare la seduta di ipnosi.
La donna, dopo essersi ritrovata a riascoltare sotto shock la registrazione in cui, ipnotizzata, confessa i propri sospetti e il coinvolgimento della polizia dopo la segnalazione con Gina, apprende della morte dell'amica, in un incidente stradale sospetto.
Sprofondata in un abisso di sensi di colpa, condivide le sue paure con il detective Rollins, che ormai non ha più dubbi sulla colpevolezza di Meade, soprattutto dopo aver visto la notevole somiglianza fisica di Jenn con tutte le pazienti decedute.
Jenn decide, dopo che Rollins subisce un'aggressione, di provare a sottoporsi ad una seduta di ipnosi con la polizia per cercare di contrastare Meade, durante la quale vede solo un indirizzo e il nome di Xevier Sullivan, poiché il dottore ha inibito il processo di ipnosi da parte di altri.
Decisa a parlare con Sullivan, si dirige alla sua abitazione, trovandoci invece Meade, che dopo averla paralizzata con l'ipnosi, la mette al corrente dei suoi piani.
Il dottore le racconta di come era felice con la moglie e che dopo la prematura morte di lei, avesse invano cercato qualcuna con cui ricostruire la sua felicità, che le ex pazienti, tutte fisicamente identiche alla moglie, finivano per non andare bene, per un motivo o per l'altro, ma che finalmente aveva trovato lei. Che il suo mentore, nonché suo padre Xavier Sullivan, gli avesse permesso di farlo, insegnandogli la tecnica dell'ipnosi. 
Meade le ammette inoltre che aveva innescato in lei i ricordi appartenuti alla moglie defunta, per rendere completo il processo di trasformazione.
Il detective Rollins, anche se ferito, dopo aver capito il luogo e le intenzioni di Meade, si precipita in soccorso di Jenn.
Dopo una violenta colluttazione tra i due, Jenn ancora sotto ipnosi, riesce ad impugnare una pistola sparando un colpo, risvegliandosi poi tra le braccia di Rollins che la rassicura dallo scampato pericolo chiamandola "amore mio".  Con la parola, che ha l'effetto di sbloccarla dal giogo mentale di Meade, grazie alla precedente contro ipnosi della polizia, Jenn si libera, spara a Meade e soccorre Rollins.
Vediamo Jennifer ad un mese di distanza dai fatti, parlare e cercare di lasciarsi alle spalle i suoi tormenti e le sue colpe, al capezzale di Brian ancora in coma.